# Agusta A129 Mangusta
Агуста А129 «Мангуста» (англ. Agusta A 129 «Mangusta») — ударный вертолёт, разработанный итальянской фирмой «Агуста» (сейчас подразделение AgustaWestland).
Первый ударный вертолёт, разработанный и производящийся целиком в Западной Европе.

## История создания и производства
После слияния итальянской Agusta и британской Westland Helicopters в AgustaWestland вертолёт сменил название с A129 на AW129.
В 2007 году компания AgustaWestland выиграла турецкий тендер ATAK (Attack and Tactical Reconnaissance Helicopters) на лицензионное производство 51 вертолётов AW129 для турецкой армии. Стоимость контракта оценивается в $2,7 млрд. Соглашение предусматривает возможность увеличить количество выпускаемых вертолётов до 91 единицы. Серийные T-129B и T-129 EDH, лицензионные версии вертолёта AW129, должны поступить в турецкую армию в 2012—2018 годах. Производством занялась компания Türk Havacılık ve Uzay Sanayii. T-129 EDH является упрощенной модификацией T-129B и лишен возможности использовать всю номенклатуру вооружения основного варианта ударного вертолёта. T-129 EDH совершил первый полёт в сентябре 2011 года. T-129 оснащаются бортовым оборудованием турецкой фирмы Aselsan: система связи, бортовой компьютер, приборы навигации и сенсоры, тепловизионная система прицеливания и наблюдения AselFLIR-300T, радар Mildar. На T-129 предусмотрена установка ракет Umtas турецкой компании Roketsan. В 2012 году вооружённые силы Турции получат 4 Т-129 и 5 единиц в 2013 году.

## Конструкция вертолёта

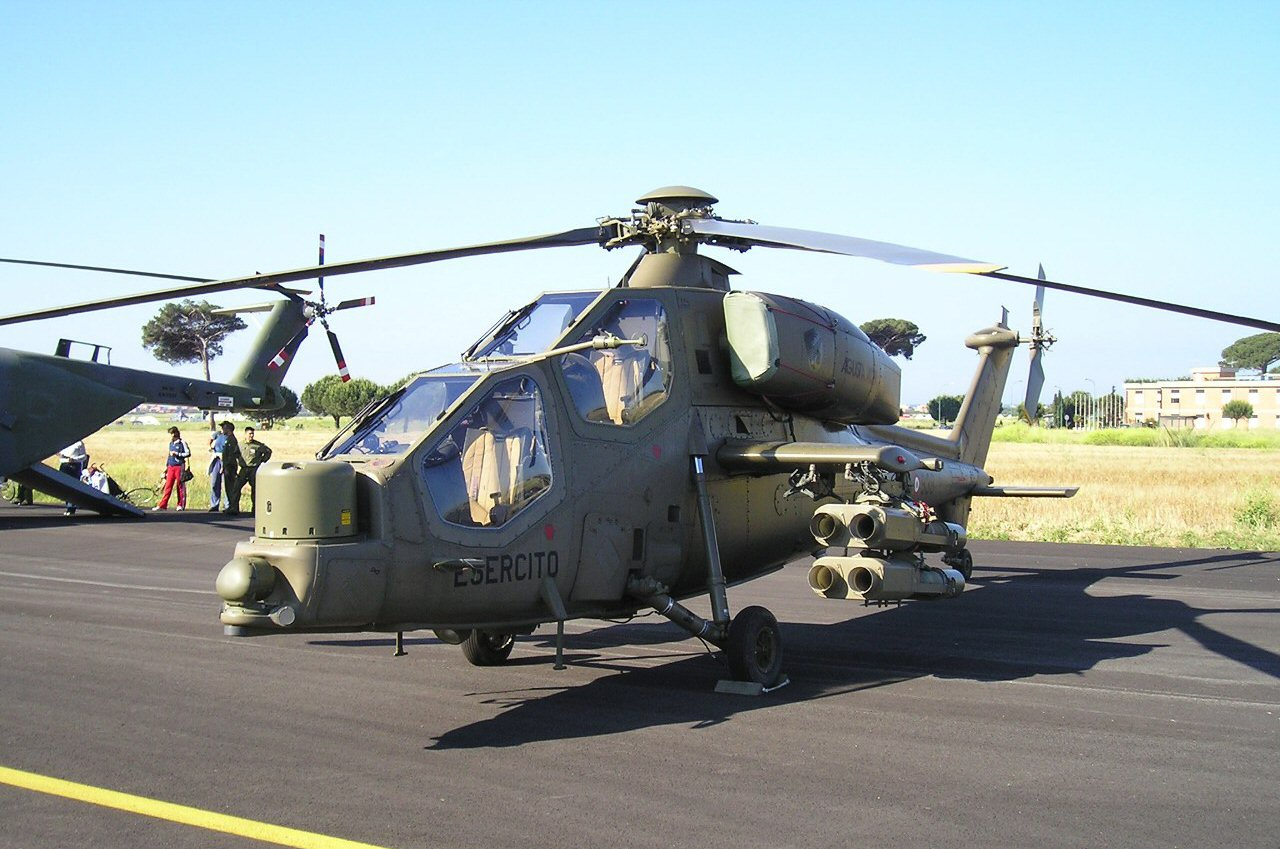
Agusta A129 Mangusta

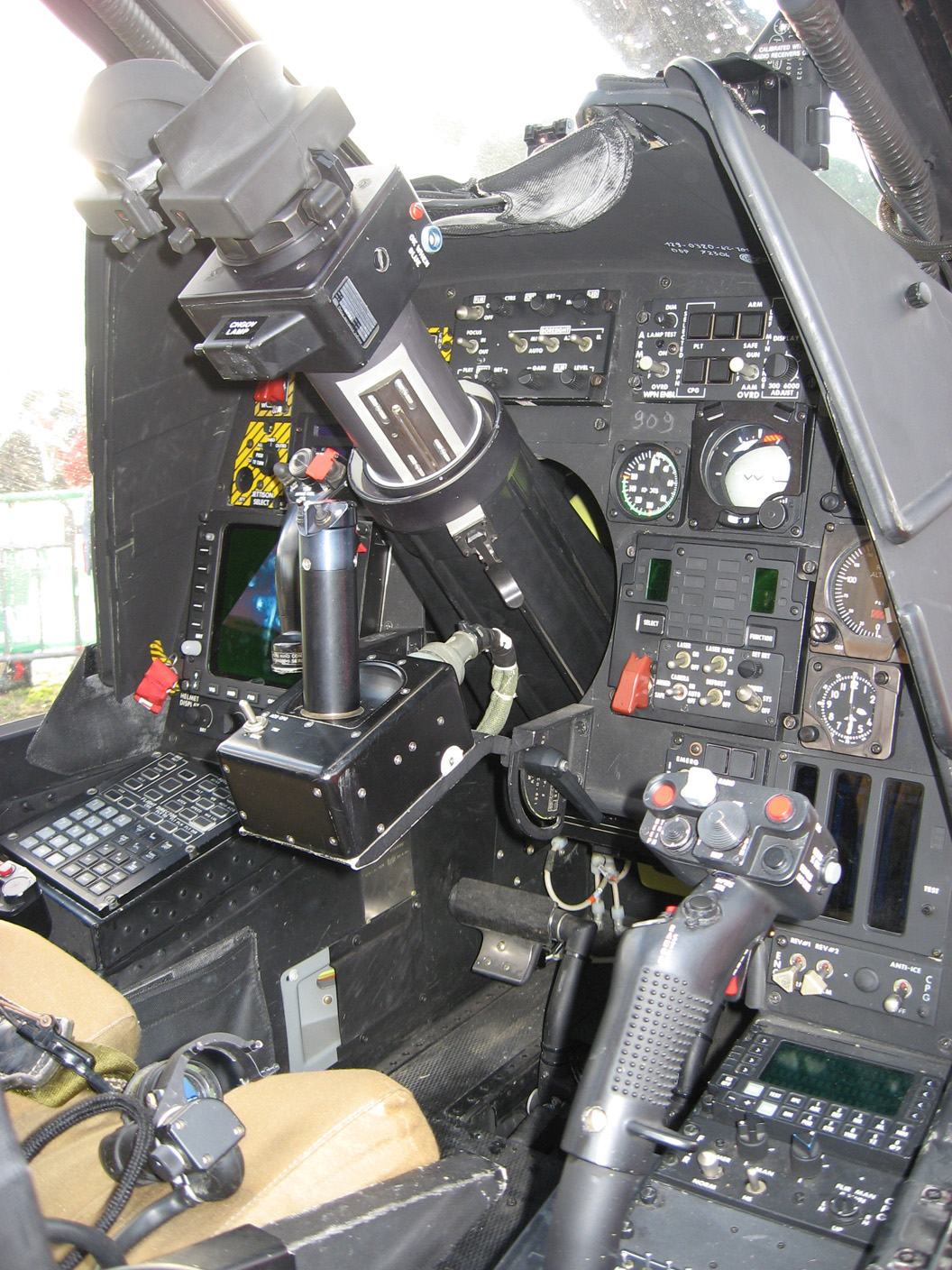
Рабочее место оператора A129

Агуста А129 «Мангуста» был разработан в 1982 году для удовлетворения потребностей итальянской армии в лёгком многоцелевом разведывательном вертолёте. На нём впервые была установлена полностью компьютеризированная комплексная система управления, предусматривающая контроль за ней экипажем. А129 имеет обычное тандемное расположение кресел (пилот сзади, чуть выше; стрелок — впереди и ниже), съёмные крылья с двумя пилонами для подвески вооружения и довольно изящный, небольших размеров фюзеляж, что делает эту машину малозаметной. Конструкция фюзеляжа на 45 % состоит из композитных материалов.
При проектировании машины был максимально использован американский опыт обеспечения выживаемости вертолета в боевых условиях. В частности обеспечена неуязвимость лопастей несущего винта при одиночном поражении 12,7-мм пулей в любую часть лопасти (с обеспечением возможности продолжения полета не менее 30 мин. после поражения), и ограниченно, неуязвимость (несущего винта, топливной системы) при поражении 23-мм осколочно-фугасным зажигательным (ОФЗ) снарядом зенитной установки ЗУ-23. Главный редуктор, как и все агрегаты трансмиссии спроектирован стойким к поражению бронебойными пулями 12,7-мм и может работать 30 мин при отсутствии смазки.
Бронирование уязвимых агрегатов сведено к минимуму за счет применения избыточных элементов в системе управления, специальной компоновки критических по уязвимости агрегатов, протектированных (самозатягивающихся) топливных (заполнены сетчатым пенополиуретаном) и масляных баков и трубопроводов. Броня используется в кабине для защиты экипажа. Бронируется пол кабины, по некоторым данным, в кабине установлены ударостойкие кресла Martin Baker со сдвижными боковыми бронепанелями из композитной брони, рассчитанные на одиночное поражение 12,7-мм пулей при обстреле из нижней полусферы. Переднее плоское лобовое пулестойкое стекло.
Имеется бронеперегородка между двигателями для исключения возможности поражения двух двигателей одним попаданием.

## Эксплуатация
Первый из пяти прототипов А129 был оснащён двумя ТВД Rolls-Royce Gem 2-1004D (выпускаемые по лицензии компанией Piaggio) и совершил первый полёт 11 сентября 1983 года. А первые 15 вертолётов из 60 заказанных военным ведомством Италии, должны были поступить на вооружение итальянской армии в конце 1987 года. Однако из-за задержек, связанных с доработкой различных систем, первые 5 машин армия получила только в октябре 1990 года. В 1993 году вертолёты «Мангуст» принимали участие в операциях по поддержке «голубых касок» ООН в Сомали.

## Тактико-технические характеристики

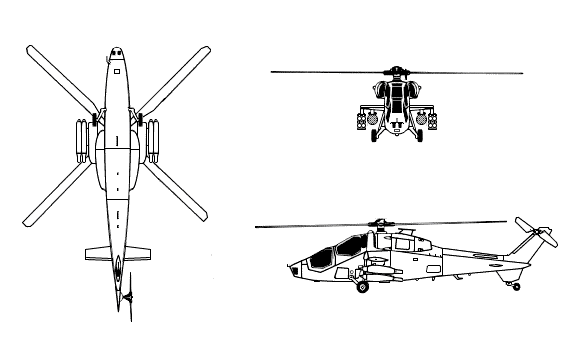

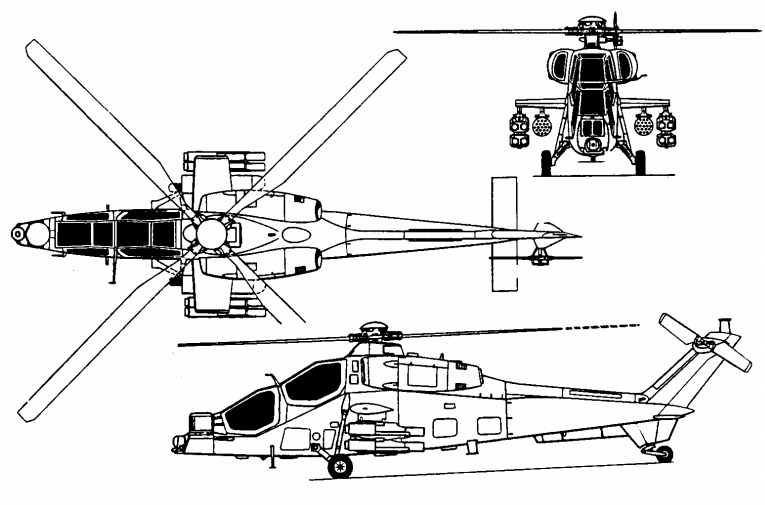

Приведенные характеристики соответствуют модификации A 129C.
Источник данных: Jane's, 2004.

Технические характеристики
- Экипаж: 2 (пилот и оператор вооружения)
- Длина: 14,29 м
- Длина фюзеляжа: 12,275 м
- Диаметр несущего винта: 11,9 м
- Диаметр рулевого винта: 2,32 м
- Размах крыла: 3,2 м
- Максимальная ширина фюзеляжа: 0,95 м
- Высота: 3,35 м (с хвостовым винтом)
- Площадь, ометаемая несущим винтом: 111,2 м²
- База шасси: 6,955 м
- Колея шасси: 2,23 м
- Масса пустого: 2529 кг
- Нормальная взлётная масса: 3950 кг
- Максимальная взлётная масса: 4600 кг
- Масса топлива во внутренних баках: 750 кг
- Силовая установка: 2 × турбовальных Rolls-Royce Gem 2-1004D
- Мощность двигателей: 2 × 881 л. с. (2 × 675 кВт (взлётная))

Лётные характеристики
- Максимальная скорость: 250 км/ч
- Практическая дальность: 561 км
- Продолжительность полёта: 3 ч 5 мин
- Практический потолок: 4725 м
- Статический потолок:  
  - с использованием эффекта земли: 3140 м
  - без использования эффекта земли: 1890 м
- Скороподъёмность: 10,2 м/с
- Нагрузка на диск: 41,4 кг/м² (при максимальной взлётной массе)
- Тяговооружённость: 275 Вт/кг (на трансмиссию при максимальной взлётной массе)
- Максимальная эксплуатационная перегрузка: + 3,5/-0,5 g

Вооружение
- Стрелково-пушечное:  
  - 3 × 20-мм пушка Lockheed Martin/Oto Breda TM 197B с 500 п. или
  - 1 × 20-мм пушка Giat M621 (20×102 мм)
- Точки подвески: 4
- Боевая нагрузка: 1200 кг
- Управляемые ракеты:  
  - ракеты «воздух-земля»: до 8 × TOW или HOT или AGM-114
  - ракеты «воздух-воздух»: до 8 × Stinger или Mistral или AIM-9L
- Неуправляемые ракеты: 71 мм или 80 мм ракеты в 4 блоках по 7 или 19 ракет

## Состоит на вооружении

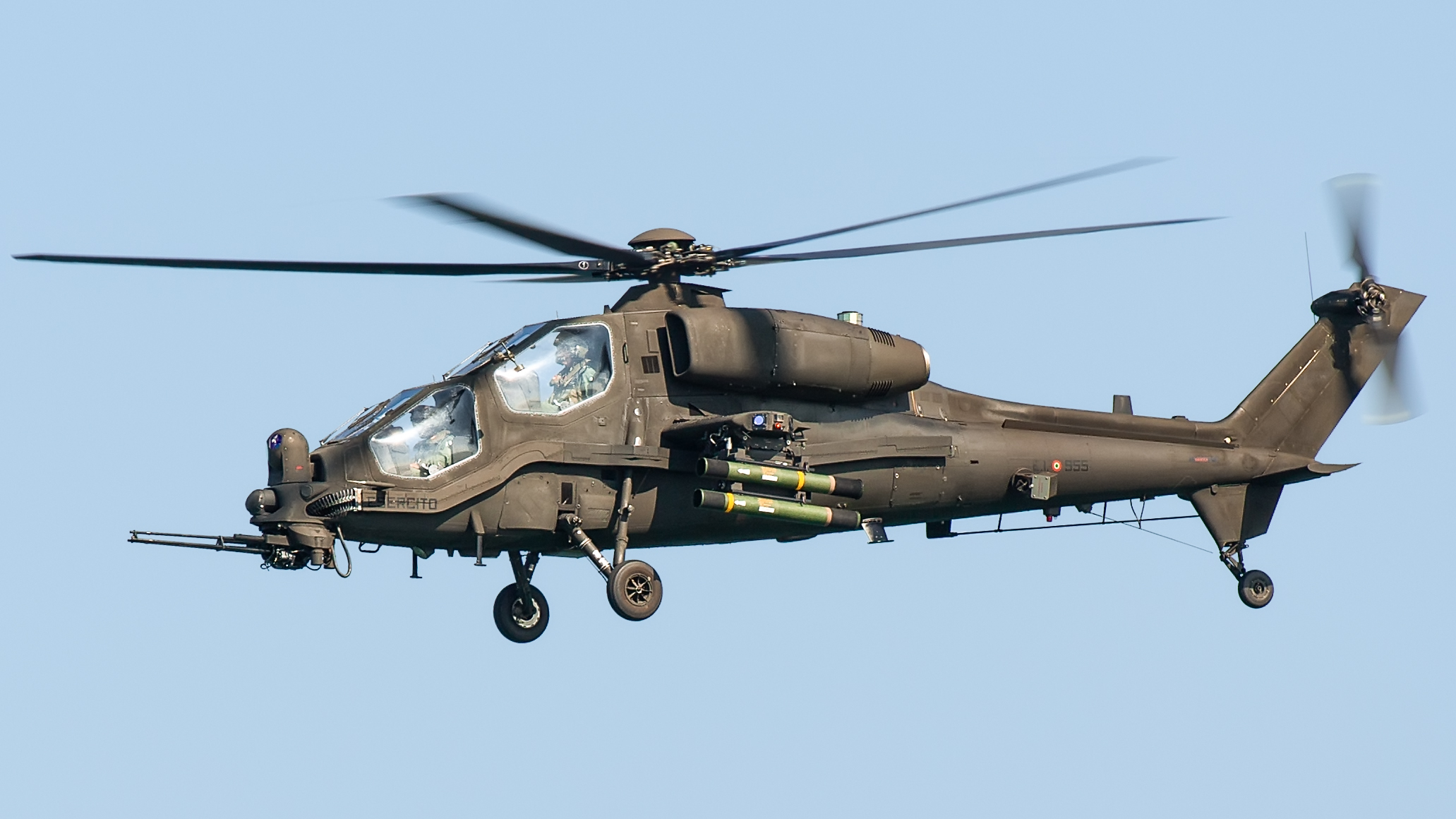
A129CBT на авиашоу в городе Езоло (2022)

- Италия: Авиация сухопутных войск — 33 AW129 CBT Mangusta по состоянию на 2024 год[11]
- Турция: 9 единиц получены в 2012—2013 гг.[7]
- Филиппины: 2 единицы получены в 2022 г.

## Боевое применение
T−129 участвовали в операции «Оливковая ветвь» в сирийском Африне против Сирийских демократических сил. 10 февраля 2018 года один вертолет потерпел крушение в провинции Хатай (Турция) на границе с Сирией, оба пилота погибли.